# Chotovice, Česká Lípa
Chotovice là một làng thuộc huyện Česká Lípa, vùng Liberecký, Cộng hòa Séc.